# دونالد بروم
دونالد موریس بروم (زاده ۱۴ ژوئیه ۱۹۴۲) زیست‌شناس انگلیسی و استاد بازنشسته رفاه جانوران در دانشگاه کمبریج است.

## جایزه‌ها
- ۲۰۰۰: مدرک دکتری افتخاری: دانشگاه د مونتفورت.[۲]
- ۲۰۰۵: دکترای افتخاری: دانشگاه علوم زیستی نروژ.[۳]

## آثار برگزیده
- زیست‌شناسی رفتار (۱۹۸۱)
- رفتار و رفاه جانوران مزرعه، با اندرو اف فریزر (۱۹۹۰)
- استرس و رفاه جانوران با کنت جی جانسون (۱۹۹۳)
- رفاه آهو، روباه، راسو و خرگوش‌های شکارشده توسط انسان: بررسی (۲۰۰۰) شواهدی برای تحقیق برنز
- تکامل اخلاق و دین (۲۰۰۳)
- احساس و رفاه جانوران (۲۰۱۴).
- رفتار و رفاه جانوران اهلی، با اندرو اف فریزر (۲۰۱۵)، ویرایش پنجم.